# Lambertikerk (Zelhem)

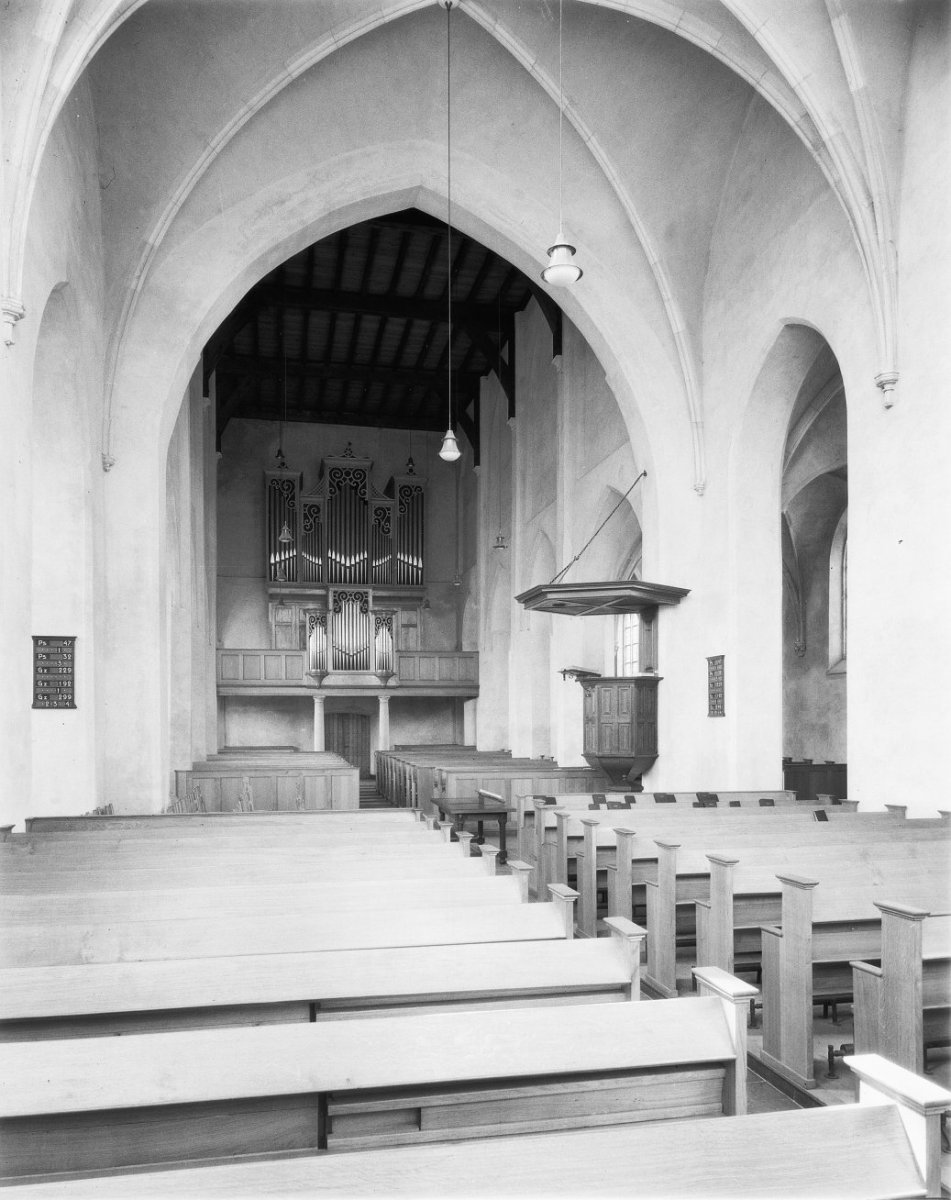
Interieur met kansel en orgel

De Lambertikerk is een protestantse kerk in de Nederlandse plaats Zelhem, met als patroonheilige Lambertus van Maastricht. De kerk is een rijksmonument.
De kerk is in de 14e eeuw gebouwd. Op deze plaats was rond 800 een kapel gesticht, hoogstwaarschijnlijk door de Friese missionaris en bisschop Liudger. De kerk is een romaanse pseudobasiliek. De kerk is in kalksteen opgetrokken, dat onder andere uit Duitsland is aangevoerd. Het dak en de kerktoren zijn voorzien van dakleien, waarbij de toren een ingesnoerde naaldspits heeft. In de noordwand is een sacramentshuisje ingemetseld.
Staatse troepen brandden de kerk in 1572 grotendeels af en in de volgende decennia werd gewerkt aan het herstel. Aan het einde van de Tachtigjarige Oorlog was de kerk nog steeds niet geheel hersteld en werd uiteindelijk gekozen voor het verkopen van een aantal marken. In 1662 was de kerk weer geheel hersteld. Twaalf jaar later werd de kerktoren vernield door een hevige storm, waardoor er wederom herstelwerkzaamheden moesten plaatsvinden. De laatste grote beschadiging van de kerk vond plaats in de Tweede Wereldoorlog, waarbij de kerk door geallieerde bommen werd geraakt. Na de oorlog werd de kerk wederom opgebouwd.
Het hoofdorgel is in 1951 gebouwd door de orgelbouwersfirma Willem van Leeuwen te Leiderdorp. Het heeft twee manualen, een aangehangen pedaal, 22 stemmen en circa 1.500 pijpen. Er is ook een klein koororgel met vijf stemmen, gebouwd door Streichert (jaartal onbekend). 

## Galerij

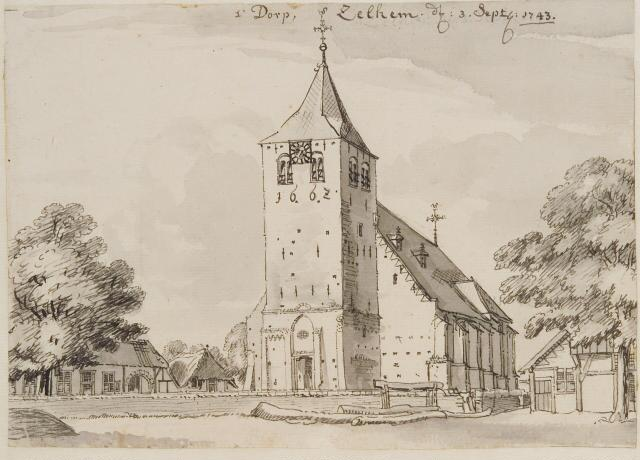
Kerk van Zelhem; tekening uit 1743 door Jan de Beijer
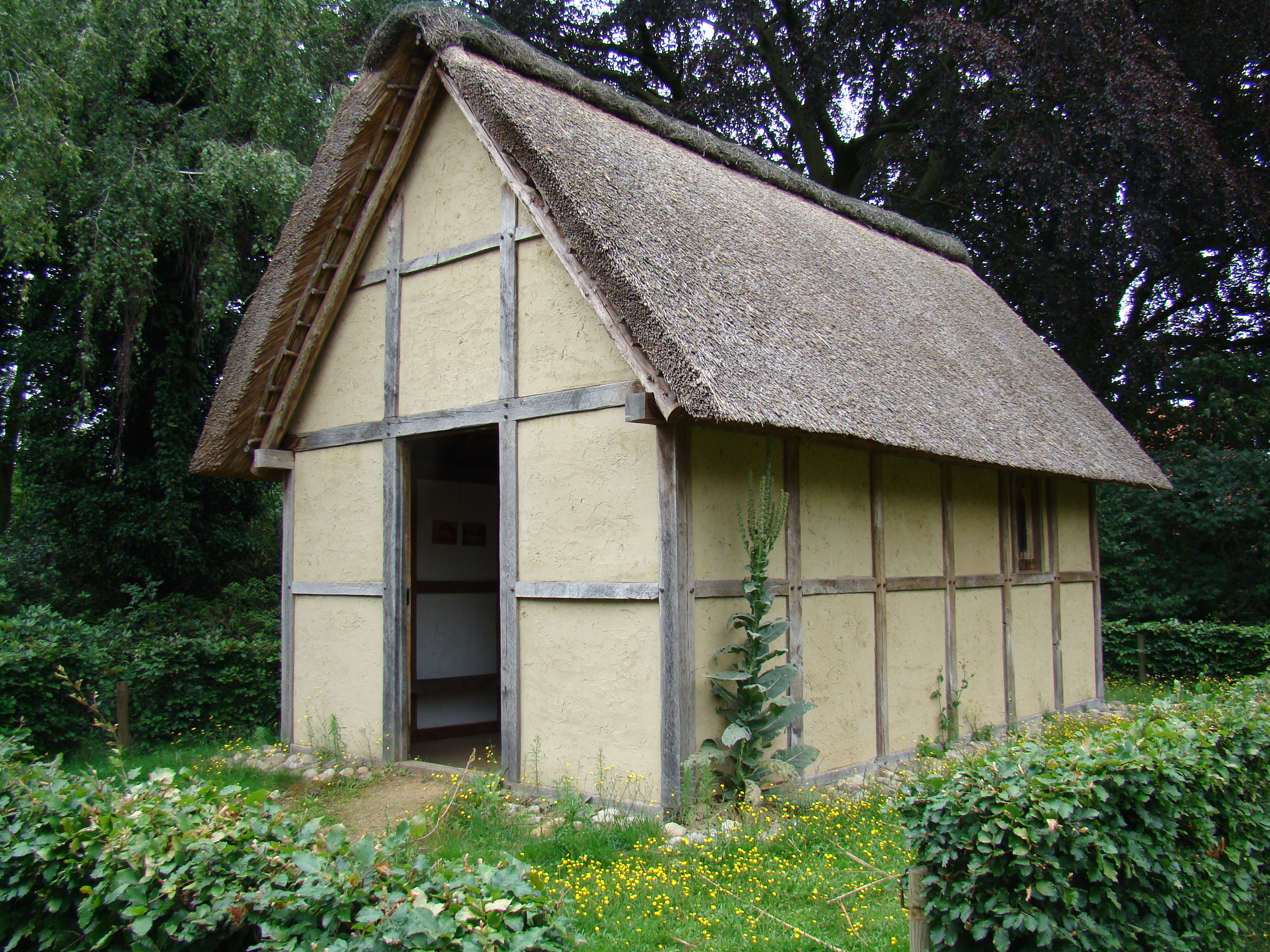
Reconstructie van het door Liudger gebouwde kerkje